# 豪爾赫·羅莫
豪爾赫·羅莫·富恩特斯（西班牙語：Jorge Romo Fuentes，1924年4月20日—2014年6月17日）是一名前墨西哥足球運動員，司職中場，曾代表墨西哥參加1954年世界盃足球賽及1958年世界盃足球賽。
他也曾在墨西哥球會馬爾特與托盧卡踢球。

## 外部連結
- 豪爾赫·羅莫 – FIFA國際賽競賽紀錄 (存檔)
- worldfootball.net